# 詹姆斯·杜賓
詹姆斯·杜賓（英語：James Durbin，1923年6月30日—2012年6月23日）是一名英國統計學家和計量經濟學家，尤其以時間序列分析和序列相關的研究工作而知名。

## 早年生活和教育
杜賓是一名雜貨商之子，出生於柴郡威德尼斯，曾就讀於韋德迪肯文法學校。他在劍橋大學聖約翰學院學習數學，與他同時代的學生包括戴維·科克斯和丹尼斯·薩根。戰時他在陸軍作戰研究小組（Army Operational Research Group）服役，之後，他在英國靴子、鞋及聯合行業研究協會擔任了兩年的統計員，並在亨利·丹尼爾斯的指導下，在劍橋大學取得數學統計研究生文憑。

## 職業生涯
在劍橋應用經濟學系工作兩年後，杜賓於1950年加入倫敦政治經濟學院，並於1961年被任為統計學教授，直到1988年退休。

## 榮譽
杜賓曾於1983年至1985年間擔任國際統計學會會長，並於1986年至1987年間擔任英國皇家統計學會會長。2008年，他獲頒英國皇家統計學會的最高榮譽——蓋伊金質獎章（之前曾獲頒銀質和銅質獎章）。褒獎內容如下：
|  | 蓋伊金質獎章頒發給詹姆斯·杜賓教授，以表彰他一生中做出的極富影響力的貢獻，這些貢獻使他在國際上被公認為本領域的領導者，特別是考慮到他在迴歸中的序列相關性測試、估算方程、布朗運動和其他跨越曲線邊界的過程、估算參數的擬合優度測試、時序分析的許多方面（尤其是與計量經濟學相關的領域）等方面的開創性工作，以及他在國際舞台上為更廣泛的統計專業提供的卓越服務。 |

他的最後一本著作《以狀態空間方法進行時間序列分析》（Time Series Analysis by State Space Methods）於2012年5月由牛津大學出版社出版。他的最後一本著作由阿姆斯特丹自由大學的西姆·楊·庫普曼（Siem Jan Koopman）合著。他於2012年6月23日逝世。